# Felix Hausdorff
Felix Hausdorff, nemški matematik, * 8. november 1868, Breslau, Nemčija, danes Wroclaw, Poljska, † 26. januar 1942, Bonn.

## Življenje in delo
Hausdorff je odraščal in se šolal v Leipzigu, kjer je diplomiral leta 1891. Matematiko je študiral še v Freiburgu in v Berlinu. Izhajal je iz premožne judovske družine s širokimi in izbrušenimi kulturnimi potrebami - filozofskimi, književnimi, gledališkimi,... Ta zanimanja je ohranil še kot matematik. Predaval je v Leipzigu do leta 1910, Göttingenu, Greifswaldu in v Bonnu. Raziskoval je v teoriji množic, v topologiji, v funkcionalni analizi in v teoriji števil. Leta 1907 je uvedel posebne tipe ordinalnih števil, da bi z njimi dokazal Cantorjevo domnevo kontinuuma. Vpeljal in raziskoval je delno urejene množice. Leta 1914 je s tem v zvezi dokazal pomemben izrek, ki je enakovreden Zornovi lemi. Tega leta je napisal delo Osnove teorije množic (Grundzüge der Mengenlehre).
Pod psevdonimom »Paul Mongré« je pisal tudi pesmi in aforizme, spisal je veseloigro Zdravnik svoje časti (Der Artzt seiner Ehre). Nekaj njegovih iger je z uspehom vztrajalo na nemških odrih dvajsetih let 20. stoletja.
Ko so v Nemčiji prišli na oblast nacisti, je leta 1935 izgubil svoje profesorsko mesto. Njegova hči je odšla študirat v Združeno kraljestvo, sam pa je ostal s soprogo v Nemčiji. S soprogo, Charlotto Goldschmidt, sta leta 1942 skupaj s svakinjo prostovoljno zapustila ta svet, da sta se izognila koncentracijskemu taborišču. Zapuščino, deset tisoč pisanih strani, je shranil njegov prijatelj arheolog Bonnet. Toda med bombardiranjem se je na Hausdorffove papirje podrl zid, tako da so po vojni lahko le del obnovili in izdali. 
V matematiko je ogromno prispeval prav s tem, da je prvi dojel vsebino nekaterih matematičnih objektov, posebno tako imenovanih topoloških prostorov (glej Hausdorffov prostor). Znana je Hausdorff-Bezikovičeva razsežnost v fraktalni geometriji.